# Капало Іван
Іван Капало (псевдо: «Бродяга» 7 липня 1910, с. Нижнє Синьовидне, тепер Сколівська міська громада, Львівська область — † 24 січня 1945, м. Дрогобич) — військовий діяч УПА, командир сотні «Пролом».

## Життєпис
Народився 7 липня 1910 в селі Нижнє Синьовидне (тепер Сколівська міська громада, Львівська область) у селянській сім'ї. 
Отримав неповну середню освіту, служив у Польській армії. 
Від 1933 в ОУН, станичний в 1933-35, районовий в 1935-39. З квітня 1941 до грудня 1942 підстаршина легіону ДУН та 201-го батальйону шуцманшафту.
Від серпня 1943 року в курені УНС "Гайдамаки" на Долинщині. Зголом чотовий в сотні "Трембіта", а 27 вересня призначений командиром сотні у ранзі вістуна за успішний бій з німцями.
В листопаді 1943 переходить на терен ВО-2 «Буг», очолює сотню «Пролом» (02.1944-3.07.1944). Весною та літом 1944 воює на протипольському фронті в повітах Грубешів і Рава-Руська; в липні звільнений через туберкульоз, пішов у рідні сторони на лікування. Підвищений ГВШ до хорунжого з датою старшинства від 1.10. 1944.
21 грудня 1944 поранений в ноги під час сутички з підрозділом Червоної армії, 27 грудня взятий у полон. На допитах перебував у райцентрі Нові Стрілища, опісля в тюрмі в Дрогобичі. Замордований під час слідства.